# نقطة ساخنة (جيولوجيا)
النقطة الساخنة (بالإنجليزية:Hotspots) في الجيولوجيا، هي مراكز بركانية نشطة، تظهر في بعض الأماكن على الأرض بسبب وجود ارتفاع غير عادي في درجة الحرارة في بقعة في أعماق الغلاف الأرضي. وهي لا تنتمي إلى تلك المراكز البركانية التي تتوزع عادة على حافات القارات وتتأثر بحركة تكتونيات الصفائح. ويختلف النشاط البركاني للبقع الساخنة عنه للنشاط البركاني المنتشر على تكتونيات الصفائح (حافات القارات) أنها لا تتأثر بحركة القارات ولا بالتصدعات الموجودة في أعماق البحار والمحيطات وتأثير تمدد وانتشار قاع المحيط. وقد صاغ العالم الجيولوجي جون ويلسون نظرية النشاط البركاني الناشئ عن البقع الساخنة عام 1963.

## التكوين الجيولوجي

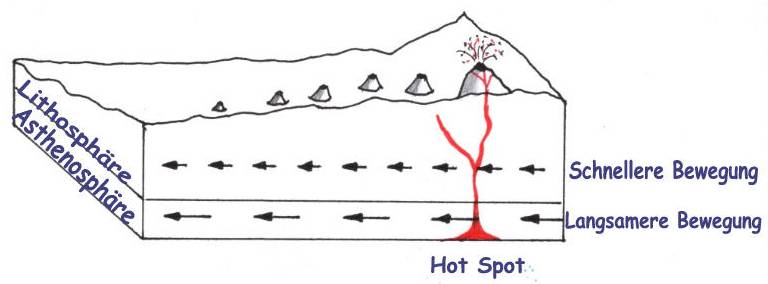
Hotspot

يكون الغلاف الأرضي عند النقاط الساخنة مرتفا الحرارة فوق المعتاد حيث تبرز من المنطقة الساخنة التحتية جزء من ماجة الغلاف. ويبرز من تلك المنطقة التحتية التي يقدر اتساعها نحو 150 كيلومتر يبرز قبو في شكل الفطر ("mantle plumes") تحت وطأة الضغط والحرارة البالغين. ويؤدي ارتفاع درجة الحرارة فيها إلى انصهار موضعي في الغلاف الأرضي فترتفع المادة بسبب قلة كثافتها إلى أعلى حتى السطح وتتسبب في نشاط بركاني بازلتي. ويختلف التركيب الكيميائي للبازلت ocean island basalt عن midocean ridge basalt كثيرا.
وبسبب حركة المتكور اليابس واحتكاكه المستمر بالطبقة أسفله Asthonesphere تخترق مادة الغلاف الساخنة طبقة المتكور اليابس مكونا بؤرات للبراكين تنفذ منها الصهارة. ويمكن أن يشكل ذلك سلسلة من من البراكين كتلك الموجودة في جزر هاواي. ونظرا لأن سمك طبقة المتكور اليابس تحت البحر تبلغ 6 كيلومتر عادة بينما يبلغ سمكها تتحت القارات نحو 30 كيلومتر فتكون تلك الأخيرة صعبة بالنسبة لنفاذية الصهارة خلالها، ولهذا نجد أن معظم البقع الساخنة تتكون في المحيطات.

## اقرأ أيضا
- متكور يابس
- غلاف أرضي
- تكتونيات الصفائح